# Heartbreaker (canção de Led Zeppelin)
"Heartbreaker" é uma canção da banda britânica de rock Led Zeppelin. Foi lançada em seu segundo álbum de estúdio, Led Zeppelin II, em 22 de novembro de 1969. Foi creditada a todos os quatro membros da banda, tendo sido gravado no A & R Recording, em Nova Iorque, durante a segunda turnê banda nos Estados Unidos, e foi desenvolvida por Eddie Kramer.
"Heartbreaker" abre o segundo lado do álbum apresentado um riff de guitarra de Jimmy Page. Também inclui um solo espontâneo desacompanhado, usando uma técnica pull-off, que foi eleito o 16º maior solo de guitarra de todos os tempos pela revista Guitar World. "Heartbreaker" ficou em 328° lugar na lista das 500 melhores canções de todos os tempos pela revista Rolling Stone, em 2004.
A canção foi uma das favoritas do público em shows do Led Zeppelin, a banda abriu muitos de seus shows ao vivo entre 1971 e 1972, com "Immigrant Song", seguida por "Heartbreaker". Em turnês posteriores, foi muitas vezes tocada como um bis. "Heartbreaker", junto com "Communication Breakdown", foram as únicas canções a serem tocadas ao vivo durante todos os anos que a banda fez uma turnê.

## Formato e faixas
1969 7" single edition (Itália: Atlantic ATL NP 03162)
- A. "Heartbreaker" (Bonham, Jones, Page, Plant) 4:14
- B. "Bring It On Home" (Page, Plant, Dixon) 4:21

1969 7" single edition (Filipinas: Atlantic 45-3735)
- A. "Heartbreaker" (Bonham, Jones, Page, Plant) 4:14
- B. "Ramble On" (Page, Plant) 4:23

1969 7" single edition (África do Sul: Atlantic ATS)
- A. "Heartbreaker" (Bonham, Jones, Page, Plant) 4:14
- B. "Living Loving Maid (She's Just a Woman)" (Page, Plant) 2:39

## Desempenho nas paradas
| Chart (1970)          | Melhor posição |
| --------------------- | -------------- |
| Italian Singles Chart | 39             |